# Plaine de Shomali
La plaine de Shomali, également appelée vallée de Shomali, est un plateau situé juste au nord de Kaboul, en Afghanistan.
Elle mesure environ 30 kilomètres de large et 80 kilomètres de long. Shomali signifie « venteux » ou « nord » (c'est-à-dire au nord de Kaboul). La majorité de la population est tadjike et une partie pachtoune. Tcharikar, Qarabagh, Istalif et Begrâm (connue pour sa base aérienne) sont quelques-uns des villages situés dans la plaine de Shomali. C'est une région fertile, où l'on cultive des fruits et légumes, et où les Kabouliens pique-niquent le week-end. La région est réputée pour son agriculture, notamment la vigne, les noix, les abricots, les mûres, les grenades et les griottes. Le village d'Istalif est particulièrement célèbre pour ses poteries turquoise et vertes.
Du fait de sa situation géographique et de sa proximité avec Kaboul, la plaine de Shomali connaît de nombreuses périodes de combats et de violences au cours de son histoire. Alexandre le Grand construit des forts dans l'actuelle Begrâm, alors appelée « Alexandrie du Caucase ». La région joue un rôle important, voire est le théâtre de nombreuses batailles, pendant la première guerre anglo-afghane, les guerres civiles, et les guerres avec l'Union soviétique et les États-Unis / Alliance du Nord. Le Centre d'action antimines des Nations Unies identifie la plaine de Shomali comme l'une des zones les plus contaminées par les mines terrestres au monde.